# Таурано (Авелино)
Таурано (итал. Taurano) је насеље у Италији у округу Авелино, региону Кампанија.
Према процени из 2011. у насељу је живело 1600 становника. Насеље се налази на надморској висини од 293 м.

## Становништво
Према резултатима пописа становништва 2011. у општини је живело 1.600 становника.
| 1931. | 1936. | 1951. | 1961. | 1971. | 1981. | 1991. | 2001. | 2011. |
| ----- | ----- | ----- | ----- | ----- | ----- | ----- | ----- | ----- |
| 1.248 | 1.312 | 1.523 | 1.582 | 1.558 | 1.673 | 1.593 | 1.538 | 1.600 |